# Bild Abenteuer

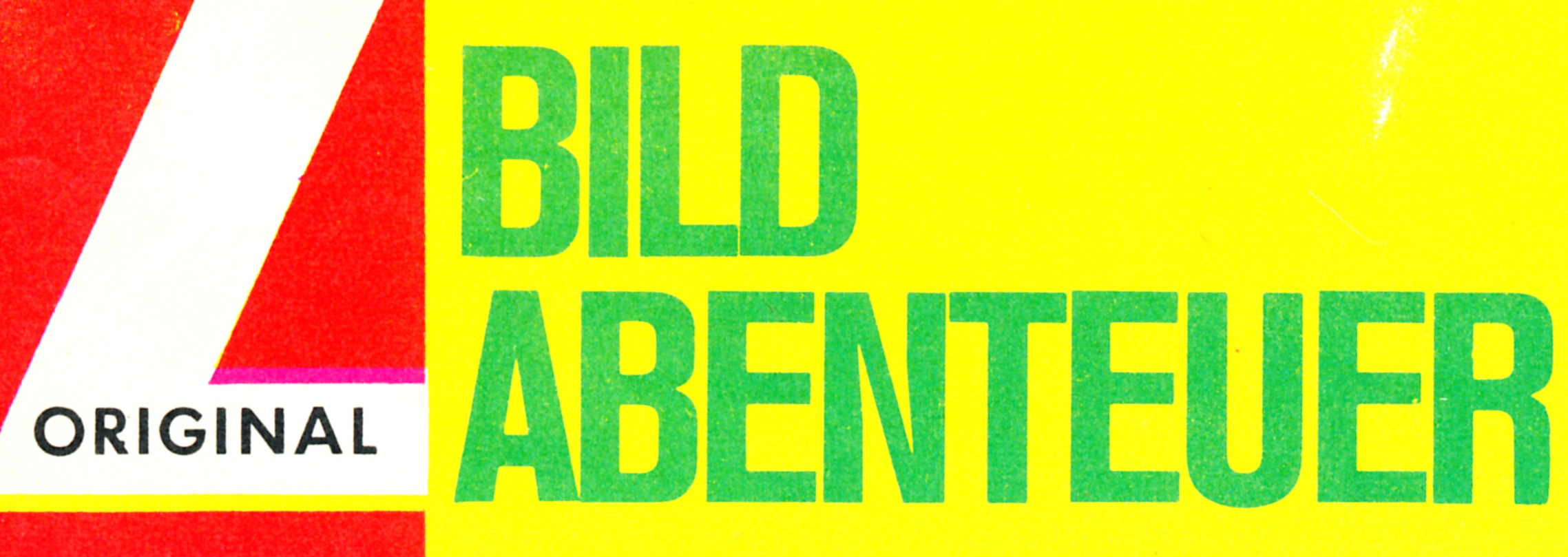
Bild Abenteuer

Die Comicserie Bild Abenteuer aus dem Walter Lehning Verlag erschien von Mai 1965 bis Juni 1967. Es wurden 50 Großbände veröffentlicht, die jeweils eine abgeschlossene Geschichte enthalten.  Die meisten Abenteuer sind Geschichten der Serienhelden von Hansrudi Wäscher – Sigurd, Tibor, Falk und Nick. Weitere Hefte enthalten Geschichten von Sip Conway,  Ivanhoe, Lancelot, Tyros,  und Brik.
Das Heft Blauer Pfeil ("Blauer Pfeil – Das grosse Rennen", Bd. 7) ist ein Nachdruck des Hefts Nr. 12 der Serie Piccolo-Sonderband.
Der Norbert Hethke Verlag druckte die Serie von 1989 bis 1990 in 17 Büchern mit je 3 Bänden nach. Hansrudi Wäscher erschuf hierfür als neuen Band die Nr. 51 ("Falk – Geheimnisvolle Spuren"), die auch als Einzelheft erschien. Von 1995 bis 1999 wurden in der 2. Piccolo-Sonderband Serie des Norbert Hethke Verlags nochmals ein großer Teil der Bild Abenteuer nachgedruckt.